# Kwame Dawes
Pour les articles homonymes, voir Dawes.
Kwame Dawes (Kwame Senu Neville Dawes) , né le 18 juillet 1962 au Ghana, est un poète, romancier, dramaturge, essayiste, nouvelliste, anthologiste et universitaire américain. Il est professeur de littérature anglaise à l'université du Nebraska. En 2018, il est élu chancelier de l'Academy of American Poets.
Il est notamment connu pour ses études sur les textes de l'auteur-compositeur-interprète Bob Marley.

## Biographie
Kwame Senu Neville Dawes, né au Ghana, est le fils de Sophia et Neville Dawes. Sa mère Sophia, ghanéenne, travaillait comme assistante sociale et sculpteur. Son père Neville, était un enseignant, poète et romancier d'origine jamaïcaine, était un militant marxiste qui a joué un rôle dans la réforme de la nation ghanéenne après son indépendance. 
En 1971, la famille Dawes décide de s'installer à Kingston (Jamaïque). Neville Dawes occupe le poste de directeur adjoint de l'Institut jamaïcain. 
En 1983, après ses études secondaires, Kwame Dawes s'inscrit à  l'université des Indes occidentales sur le campus de Mona où il obtient son  baccalauréat universitaire (licence). 
En 1992, il soutient avec succès sa thèse de doctorat (Ph.D) en littérature comparée à l'université du Nouveau-Brunswick.
De 1992 à 2012, il est professeur de littérature anglaise auprès de l'université de Caroline du Sud.
Il devient ensuite professeur à l'université du Nebraska à Lincoln, où il est élu chancelier en 2017,.

## Œuvre

### Recueils de poésie
- Progeny of Air, Peepal Tree Press Ltd., 1er janvier 1994, 114 p. (ISBN 9780948833687),
- Resisting the Anomie, Goose Lane Editions, 1er mars 1995, 112 p. (ISBN 9780864921475),
- Jacko Jacobus, Peepal Tree Press Ltd, 1er janvier 1996, 159 p. (ISBN 9781900715065, lire en ligne),
- Requiem, Peepal Tree Press Ltd., 1er novembre 1996, 48 p. (ISBN 9781900715072),
- Shook Foil, Peepal Tree Press Ltd., 1er décembre 1997, 75 p. (ISBN 9781900715140),
- Prophets, Peepal Tree Press Ltd., 1 septembre 1998, rééd. 2017, 160 p. (ISBN 978-0948833854),
- Map-maker, Smith/Doorstop Books, 1er mai 2000, 28 p. (ISBN 9781902382180),
- Midland, Ohio University Press, 14 février 2001, 103 p. (ISBN 9780821413562),
- New & Selected Poems 1994-2002, Peepal Tree Press Ltd, 1er mars 2003, 200 p. (ISBN 978-1900715706),
- Bruised Totems: Poems Based on the Bareiss Family Collection of African Art  (photogr. George Meister), Parallel Press, 36 p.(ASIN B002XXSE28),
- I Saw Your Face, Dial Books, 29 décembre 2004, 32 p. (ISBN 978-0803718944),
- Impossible Flying, Peepal Tree Press Ltd., 1er août 2006, 120 p. (ISBN 9781845230395),
- Wisteria: Poems From The Swamp Country, Red Hen Press, 10 janvier 2006, 96 p. (ISBN 9781597090599),
- Gomer's Song (Black Goat), Akashic Books, 1er septembre 2007, 72 p. (ISBN 9781933354446, lire en ligne),
- Back of Mount Peace, Peepal Tree Press Ltd., 2009, rééd. 1 avril 2010, 96 p. (ISBN 9781845231248),
- Hope's Hospice and Other Poems  (photogr. Joshua Cogan), Peepal Tree Press Ltd., 1er avril 2009, 72 p. (ISBN 9781845230784)
- Wheels, Peepal Tree Press Ltd, 2010, rééd. 2 novembre 2011, 120 p. (ISBN 9781845231422),
- Duppy Conqueror: New and Selected Poems, Copper Canyon Press, 1er janvier 2013, 260 p. (ISBN 9781556594236),
- Kwame Dawes et John Kinsella, Speak from Here to There: Two Poem Cycles, Peepal Tree Press Ltd, 18 avril 2016, 132 p. (ISBN 978-1845233198),
- City of Bones: A Testament, Triquarterly, 15 janvier 2017, 232 p. (ISBN 9780810134621),
- Nebraska: Poems, University of Nebraska Press, 1er octobre 2019, 120 p. (ISBN 9781496221230),

### Romans
- She's Gone, Akashic Books, 1er février 2007, 350 p. (ISBN 9781933354187),
- Bivouac, Peepal Tree Press Ltd., 1er mars 2010, 260 p. (ISBN 9781845231057),

### Recueils de nouvelles
- A Place to Hide and other Stories, Peepal Tree Press Ltd, 25 mars 2003, 256 p. (ISBN 9781900715485),

### Essais
- Natural Mysticism: Towards a New Reggae Aesthetic, Peepal Tree Press Ltd., 1er juillet 1999, 216 p. (ISBN 9781900715225),
- Bob Marley: Lyrical Genius, Sanctuary Publishing, 1er janvier 2003, 272 p. (ISBN 9781860744334),
- A Far Cry from Plymouth Rock: A Personal Narrative, Peepal Tree Press Ltd., 1er avril 2006, 160 p. (ISBN 9781845230258),
- When the Rewards Can Be So Great: Essays on Writing and the Writing Life, 1849 Editions, 15 juillet 2016, 338 p. (ISBN 9780988482746),

### Théâtre
- One Love (Modern Plays), Methuen Publishing Ltd, 5 juillet 2001, 96 p. (ISBN 9780413765307),

### Anthologies
- Wheel and Come Again: An Anthology of Reggae Poetry, Peepal Tree Press Ltd, 21 juillet 1998, 120 p. (ISBN 9781900715133, lire en ligne),
- Talk Yuh Talk: Interviews with Anglophone Caribbean Poets, University of Virginia Press, 1er décembre 2000, 244 p. (ISBN 9780813919461),
- Home Is Where: An Anthology of African American Poetry from the Carolinas, Hub City Press, 18 octobre 2001, 216 p. (ISBN 9781891885808),
- Twenty: South Carolina Poetry Fellows, Hub City Press, 20 janvier 2005, 180 p. (ISBN 9781891885396),
- Red: Contemporary Black British Poetry, Peepal Tree Press Ltd., 1er mars 2010, 220 p. (ISBN 9781845231293)
- Kwame Dawes (dir.) et Colin Channer (dir.), So Much Things to Say: 100 Poets from the First Ten Years of the Calabash International Literary Festival, Akashic Books, 1er juillet 2010, 275 p. (ISBN 9781936070077),
- Jubilation!: Poems Celebrating 50 Years of Jamaican Independence, Peepal Tree Press Ltd, 31 juillet 2012, 170 p. (ISBN 978-1845232047),
- Seven Strong: A South Carolina Poetry Book Prize Reader, 2006-2012  (préf. Marjory Wentworth), University of South Carolina Press, 30 mai 2012, 100 p. (ISBN 9781611170931),
- Kwame Dawes (dir.) et Marjory Wentworth (dir.), Seeking: Poetry and Prose Inspired by the Art of Jonathan Green, University of South Carolina Press, 15 juin 2012, rééd. 10 février 2013, 160 p. (ISBN 9781611170917),
- Kwame Dawes (dir.) et Jeremy Poynting (dir.), Hold Me to an Island: Caribbean Place: An Anthology of Writing, Peepal Tree Press Ltd, 19 février 2015, 320 p. (ISBN 9781845231637),
- Kwame Dawes (dir.) et Chris Abani (dir.), Eight New-Generation African Poets: A Chapbook Box Set, Akashic Books, 28 avril 2015, 200 p. (ISBN 9781617753558),
- A Bloom of Stones: A Tri-Lingual Anthology of Haitian Poems After the Earthquake, Peepal Tree Press Ltd, 1er mai 2016, 320 p. (ISBN 9781845231927),
- Kwame Dawes (dir.) et Chris Abani (dir.), New-Generation African Poets: A Chapbook Box Set (Tatu), Akashic Books, 5 avril 2016, 300 p. (ISBN 9781617754517),
- Kwame Dawes (dir.) et Chris Abani (dir.), New-Generation African Poets: A Chapbook Box Set (Nne), Akashic Books, 4 avril 2017, 300 p. (ISBN 9781617755408),
- Kwame Dawes (dir.) et Matthew Shenoda (dir.) (préf. Derek Walcott), Bearden's Odyssey: Poets Respond to the Art of Romare Bearden, Triquarterly, 15 avril 2017, 160 p. (ISBN 9780810134898),
- Kwame Dawes (dir.) et Chris Abani (dir.), New-Generation African Poets: A Chapbook Box Set (Tano), Akashic Books, 3 avril 2018, 350 p. (ISBN 9781617756238),
- Kwame Dawes (dir.) et Chris Abani (dir.), New-Generations African Poets Sita: A Chapbook, Akashic Books, 11 juin 2019, 250 p. (ISBN 9781617757174),
- Kwame Dawes et Chris Abani (oui), New-generation African Poets: A Chapbook Box Set: Saba, Akashic Books, 5 mai 2020, 350 p. (ISBN 9781617758164),

## Prix et distinctions
- 1994 : lauréat du Forward Prize pour son recueil de poésie Progeny of Air,
- 2001 : lauréat du Pushcart Prize pour le poème Inheritance,
- 2001 : lauréat du Hollis Summers Poetry Prize pour son recueil de poésie Midland,
- 2004 : récipiendaire de la Silver Musgrave Medal for Literature,
- 2008 : lauréat du prix Hurston/Wright Legacy Award , catégorie Best Debut Fiction, pour son roman She's Gone,
- 2009 : Emmy Award – New Approaches to News and Documentary,
- 2009 : lauréat du prix de la South Carolina Academy of Authors,
- 2012 : boursier de la Fondation John-Simon-Guggenheim[6],
- 2018 : élection au grade de Chancelier de l'Academy of American Poets[7],